# سكيت أولريك
سكيت أولريك (بالإنجليزية: Skeet Ulrich)‏ (و. 1970 – م) هو ممثل، وممثل تلفزيوني من الولايات المتحدة الأمريكية . ولد في لينشبرغ .

## التعليم
تعلم في جامعة نيويورك

## روابط خارجية
- سكيت أولريك على موقع IMDb (الإنجليزية)
- سكيت أولريك على موقع روتن توميتوز (الإنجليزية)
- سكيت أولريك على موقع ألو سيني (الفرنسية)
- سكيت أولريك على موقع أول موفي (الإنجليزية)
- سكيت أولريك على موقع قاعدة بيانات الأفلام السويدية (السويدية)
- سكيت أولريك على موقع إن إن دي بي (الإنجليزية)
- سكيت أولريك على موقع قاعدة بيانات الفيلم (الإنجليزية)
- سكيت أولريك على موقع كينوبويسك (الروسية)